# Psicología multitudinaria

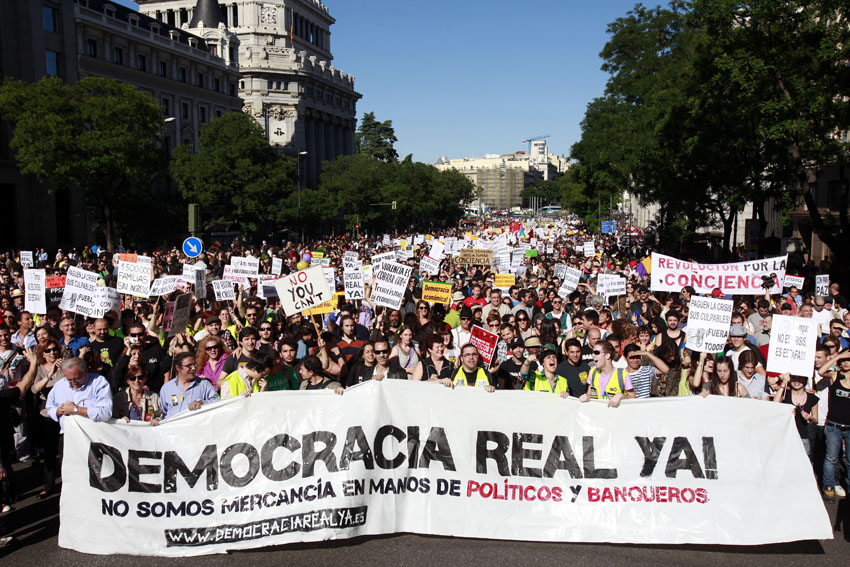
Manifestaciones en España en 2011.

La psicología multitudinaria  o teoría de facilitación social, es una rama de la psicología social. La gente ordinaria típica puede obtener el poder directo para actuar colectivamente. Históricamente, grandes grupos de gente han dado lugar a unos cambios sociales dramáticos y repentinos en una forma que elude el debido proceso establecido, y que también han provocado una gran controversia. Científicos sociales han desarrollado varias teorías distintas para explicar la psicología multitudinaria, y las maneras en que la psicología de la muchedumbre difiere considerablemente de la psicología de sus individuos. Carl Jung acuñó el término inconsciente colectivo. Otros grandes pensadores de la psicología multitudinaria incluyen a Gustave Le Bon, Wilfred Trotter, Gabriel Tarde, Sigmund Freud y Elias Canetti. 

## Teorías de la psicología multitudinaria

### Teorías clásicas
La idea principal de la teoría del comportamiento multitudinario de Sigmund Freud es que la gente que está reunida en una muchedumbre, actúa de forma diferente hacia la gente, que los que están actuando de forma individual. Las mentes individuales del grupo se combinarían para formar una mente multitudinaria. El entusiasmo de cada miembro aumentaría como resultado, y así cada uno se convierte en un ser menos consciente de la naturaleza verdadera de sus propias acciones.
La idea de Le Bon, de que las muchedumbres fomentan el anonimato y a veces generan emoción, se ha convertido en un cliché. Todavía hoy, ha sido refutado por varios críticos, como Clark McPhail, quien señala que algunos estudios demuestran que el mundanal ruido no toma su propia forma, aparte de los pensamientos e intenciones de los miembros. Norris Johnson, después de investigar un episodio de pánico en un concierto de 1979 del grupo inglés Who,  concluyó que la muchedumbre fue compuesta por muchos grupos pequeños de gente, la mayoría intentando ayudar a los otros.
Sin embargo, se debe notar que si Le Bon a veces se refirió al cliché de la muchedumbre irracional, que fue un concepto actual en el siglo XIX y antes (en particular en los campos de la criminología, que tuvo una gran tendencia a describir las muchedumbres como grupos irracionales y criminales), se consideró a sí mismo como el fundador de la psicología multitudinaria. Entonces, no consideró las muchedumbres como totalmente irracionales,  simplemente creyó que la psicología individualista ordinaria no era relevante en este fenómeno. Le Bon fue un pionero en la propaganda, que consideró una técnica racional y apta para manejar a los grupos, usando por ejemplo el refuerzo comunal de creencias, etc. El libro de Le Bon de 1895, La muchedumbre: un estudio de la mente popular influenció a muchas figuras del siglo XX, incluyendo Adolf Hitler, cuyo Mi Lucha insistió en la obra de Le Bon.
Wilfred Trotter, un cirujano inglés, escribió de una manera semejante,  haciéndose famoso con su libro Instintos de la manada durante la paz y la guerra. Introdujo a Wilfred Bion, con quien vivió y trabajó, a las ideas de Sigmund Freud, y después aún sería  el médico personal de Freud. Wilfred Bion y Ernest Jones, quienes también trabajaron para Trotter, se hicieron figuras influyentes en el movimiento psicoanalítico británico, y Bion, quien escribió una colección de trabajos sobre Experiencias en grupos, dijo que Trotter le influenció mucho. 
Sigmund Freud criticaría el concepto de Le Bon de un alma colectiva, comparándolo al inconsciente colectivo, afirmando que las muchedumbres no tienen sus propias almas,  al igual que las etnias específicas no tienen un Volkgeist. En vez de eso, los individuos se identifican a sí mismos con sus líderes, yendo tras su propio yo ideal (es decir, su representación subjetiva de su líder). El concepto freudiano de un yo ideal se convertiría después en el superyó. Últimamente, los líderes se identifican a sí mismos con una idea. 
Theodor Adorno criticó la creencia de una espontaneidad de las masas; según él, las masas fueron un producto artificial de la vida moderna administrada. El yo del sujeto burgués se disolvió, y el sujeto quedó despsicologizado. Además, el vínculo que une a las masas con el líder, se realiza a través del espectáculo, como en el fascismo, que demostró en sus representaciones públicas, que se finge: "Cuando los líderes se hacen conscientes de la psicología de las masas y la toman en sus propias manos, cesa de existir en un cierto sentido… Como la gente cree en  profundidad en sus propios corazones que los judíos son el diablo, creen completamente en su líder. No se identifican de verdad con él, pero actúa esta identificación, realizan su propio entusiasmo, y entonces participan en la representación de su líder… Probablemente es la sospecha de esta ficción de su propia psicología del grupo la que hacen a las muchedumbres fascistas tan despiadadas e inabordables. Si parásen para razonar por un segundo, toda la representación perdería el control, y serían llevados por el pánico".
Edward Bernays (1891 – 1995), sobrino del psicoanalista Sigmund Freud, fue considerado el padre del campo de relaciones públicas. Bernays fue uno de los primeros en intentar manipular a la opinión pública al usar la psicología del subconsciente. Argumentaba que esta manipulación era necesaria en la sociedad, pues  percibía a esta última como irracional y peligrosa.

### Teoría de la convergencia
La teoría de la convergencia plantea que el comportamiento multitudinario, no es un producto de la muchedumbre en sí misma, sino que es llevado a la muchedumbre por individuos particulares. Entonces, las muchedumbres ascienden a una convergencia de individuos concienciados. En otras palabras, mientras la teoría del contagio afirma que las muchedumbres provocan a  las personas a actuar en una cierta manera, contagiándose, la teoría de la convergencia dice lo opuesto: que la gente que quiere actuar de una cierta manera, se une para formar una muchedumbre.
Un ejemplo de la teoría de la convergencia afirma, que no hay ninguna actividad homogénea dentro de una práctica repetitiva, a veces notada cuando por ejemplo, una población inmigrante se hace común en una área previamente homogénea, y miembros de la comunidad existente (aparentemente espontáneamente) se une para amenazar los que están intentando habitar su barrio. En tales casos, los teóricos de la convergencia arguyen, que la muchedumbre sí misma no genera el odio racial o violencia; en vez de eso, la hostilidad que se ha ido cocinando a fuego lento durante algún tiempo entre mucha gente local, hace que una muchedumbre surja entonces  de la convergencia de la gente individual, quien se opone a la presencia de estos vecinos. La teoría de la convergencia reivindica que el comportamiento multitudinario como tal, no es irracional; en vez de eso, la gente en muchedumbres, expresa creencias y valores que ya existen, así que la reacción de la muchedumbre es el producto racional de un sentimiento popular muy difundido.

### Teoría de la norma emergente
Ralph Turner y Lewis Killian desarrollaron la teoría de la norma emergente de la dinámica multitudinaria. Estos investigadores conceden que el comportamiento social nunca se puede prevenir enteramente, pero que las muchedumbres no son irracionales. Si los intereses semejantes  acercan a  la gente, entonces, pautas de comportamiento distintivas pueden emergen de la muchedumbre  en sí misma. Las muchedumbres empiezan como colectividades, actuando, o como muchedumbres de protesta. Las normas quizás son vagas y cambiantes, como cuando, por ejemplo, una persona en un concierto de rock levanta un encendedor encendido para hacer un elogio a los intérpretes, es seguida por otros. En poco tiempo, la gente en las muchedumbres hace sus propias reglas sobre la marcha. 
Entonces, la toma de decisiones juega un papel importante en el comportamiento multitudinario, aunque los observadores casuales de una muchedumbre, quizá no se dan cuenta. El comportamiento multitudinario refleja los deseos de los participantes, pero también es guiado por normas que surgen, según como se desarrolla la situación. La teoría de la norma emergente señala que la gente en una muchedumbre toma papeles distintos. Algunos se ofrecen como líderes;  otros, seguidores de la masa, transeúntes inactivos o incluso oponentes. Cada miembro en la muchedumbre juega un papel significativo.